# Александър Чакмаков
Александър Наков Чакмаков е български бизнесмен и филантроп. Известен спонсор на спорта в ОСК ЦСКА.

## Биография

### Произход и образование
Александър Чакмаков е роден на 17 декември 1962 г. в София. Син е на легендарния футболист на ЦСКА (София) Нако Чакмаков, по-късно търговски представител на България.
Учи в Международната гимназия St. Mary в Токио (1975 – 1980). Висшето си образование започва в токийския Sophia University, където учи финанси и кредит. След това следва в София, във Висшия икономически институт „Карл Маркс“ (сега УНСС), където завършва международни икономически отношения (1987).

### Кариера
След дипломирането си работи във ВТО „Стройимпекс“ до 1989 г., след това е съосновател, заедно с Тодор Костов, на „Стройцем“, фирма, превърнала се в най-големия износител на клинкер и цимент. При масовата приватизация двамата купуват част от акциите на „Плевенски цимент“. През 1997 г. Чакмаков продава своята част на гръцкия „Стройимпекс“, същата година е поканен за изпълнителен директор. От 2004 г. е генерален директор на „Титан Цимент Златна Панега“. Председател е на борда на директорите.

### Общественик и филантроп
Председател е на сдружението „ЦСКА завинаги“ от самото му основаване. Член на УС на БК ЦСКА. Спонсорира дейности от различни сфери (изложби, паметници, спорт).